# Dimitrij Ovtcharov
Dimitrij Ovtcharov (del ruso: Дмитрий Овчаров) o Dmytro Ovtcharov (en ucraniano: Дмитро Овчаров) es un jugador alemán de tenis de mesa nacido el 2 de septiembre de 1988 en Kiev, Ucrania. Su padre, Mikhail, que fuera campeón soviético de tenis me mesa en 1982, se trasladó con su familia a Alemania poco después del nacimiento de Dimitrij.
En octubre de 2013 se proclamó campeón de Europa derrotando en la final al bielorruso Vladimir Samsonov, título que revalidó dos años después ante el portugués Marcos Freitas. En 2017 ganó la Copa del Mundo individual derrotando en la final a su compatriota Timo Boll. En enero de 2018 alcanza el primer puesto de ranking mundial de Tenis de Mesa publicado por la ITTF

## Estilo, equipación y vida personal
Ovtcharov es diestro, y empuña la pala con la presa clásica occidental ("shakehand"). Utiliza una técnica especial en sus servicios, que fue referida por TIME como una de las mejores 50 innovaciones del año 2008. Se trata de un atleta esponsorizado por la marca DONIC. Su pala es una Donic Ovtcharov Original Senso Carbon con gomas Butterfly Tenergy 05 en ambos lados.
Desde el 22 de septiembre hasta el 15 de octubre de 2010, Ovtcharov estuvo suspendido por la federación alemana de tenis de mesa (DTTB) a causa de un positivo no confirmado por Clenbuterol, sanción que fue levantada tras demostrarse su inocencia.
Ovtcharov se casó con la jugadora sueca de tenis de mesa Jenny Mellström in 2013.  El matrimonio tuvo una hija, Emma, después de las Olimpiadas de Río.

## Palmarés

### Juegos Olímpicos
- Subcampeón por equipos en Pekín (2008)
- Tercer puesto individual en Londres (2012)
- Tercer puesto por equipos en Londres (2012)
- Cuartofinalista individual en Río (2016)
- Tercer puesto por equipos en Río (2016)
- Subcampeón por equipos en Tokio (2020)
- Tercer puesto individual en Tokio (2020)

### Campeonato del Mundo
- Subcampeón por equipos en Moscú (2010)
- Subcampeón por equipos en Dortmund (2012)
- Subcampeón por equipos en Tokio (2014)
- Subcampeón por equipos en Halmstad (2018)

### Copa del Mundo
- Tercer puesto por equipos en Linz (2009)
- Tercer puesto por equipos en Magdeburgo (2011)
- Tercer puesto individual en Verviers (2013)
- Tercer puesto individual en Halmstad (2015)
- Campeón individual en Lieja (2017)

### Campeonato de Europa
- Tercer puesto individual en Belgrado (2007)
- Campeón por equipos en Belgrado (2007)
- Campeón por equipos en San Petersburgo (2008)
- Campeón por equipos en Stuttgart (2009)
- Campeón por equipos en Ostrava (2010)
- Campeón por equipos en Gdansk-Sopot (2011)
- Tercer puesto de dobles en Herning (2012)
- Campeón individual en Schwechat (2013)
- Campeón por equipos en Schewechat (2013)
- Subcampeón por equipos en Lisboa (2014)
- Campeón individual en Ekaterinburg (2015)
- Subcampeón por equipos en Ekaterinburg (2015)
- Campeón por equipos en Luxemburgo (2017)
- Subcampeón individual en Varsovia (2021)

### Torneo Top-16 Europa
Ganador en las ediciones de los años 2012, 2015, 2016, 2017 y 2019; subcampeón en el año 2018 y medalla de bronce en el año 2014.